# Счётчик газа

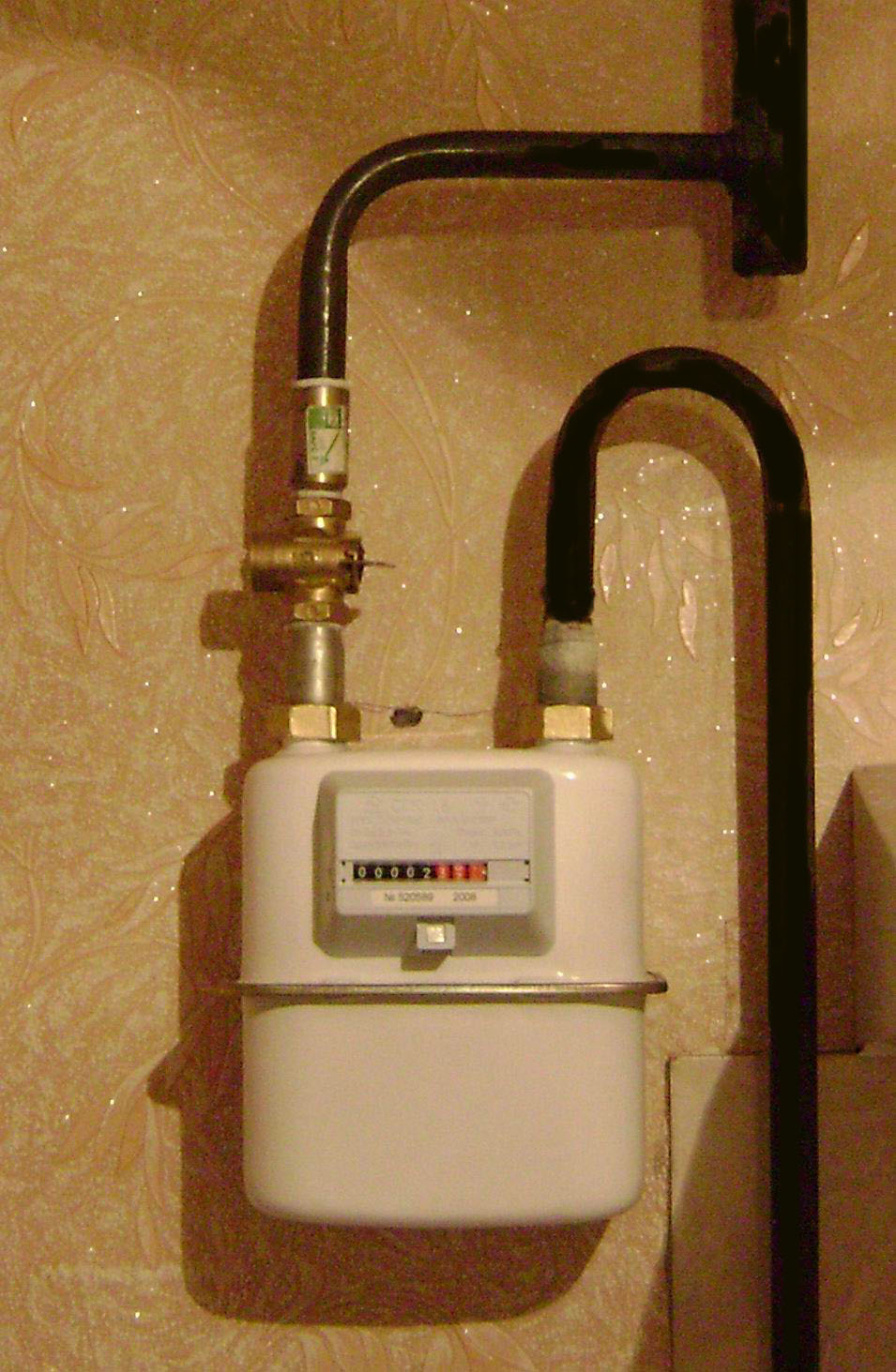
Бытовой газосчётчик

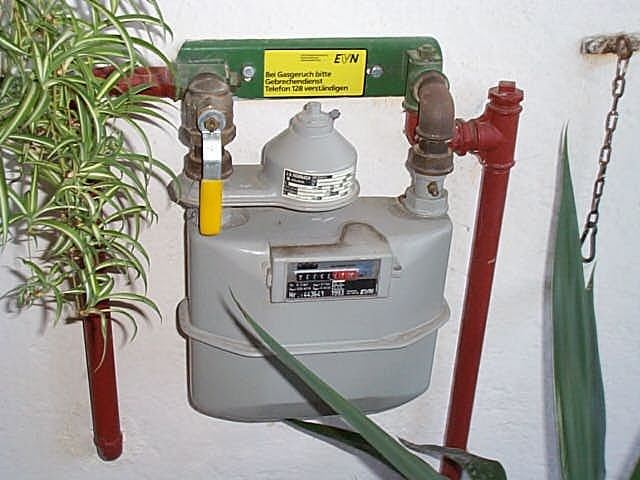

Счётчик газа (газовый счётчик)  — прибор учёта и система передачи результатов измерений , предназначенный для измерения количества (объёма), реже — массы прошедшего по газопроводу газа. Соответственно, количество газа, как правило, измеряют в кубических метрах (м³), редко — в единицах массы, килограммах или тоннах (в основном — технологических газов).
 Приборы учета, позволяющие измерять или вычислять проходящее количество газа за единицу времени (расход газа), называются расходомерами или расходомерами-счетчиками. Чаще всего расход газа измеряют в кубических метрах в час (м³/ч).

Счётчики газа с несколько худшими точностными характеристиками, предназначенные для технологического или внутрихозяйственного учёта и не применяемые для коммерческого учёта, часто называют квантометрами (калька с англ. Quantometers).
Система передачи результатов измерений, например, GSM модем и датчик, устанавливается на прибор учета, образуя счетчик (согласно Приказу Минпромторга РФ от 21.01.2011 N 57),

## Технические характеристикибытовых счётчиков газа
Характеристики диафрагменных счётчиков газа типоразмеров G 1,6; G 2,5; G 4
- Диапазон рабочих расходов:

```
 0,016 м
3
/ч до 2,5 м
3
/ч (G1,6);
 0,025 м
3
/ч до 4,0 м
3
/ч (G2,5);
 0,04 м
3
/ч до 6,0 м
3
/ч (G4).
```

- Рабочее давление газа до 50 кПа
- Диапазон температур окружающей среды:

```
 рабочей среды минус 30 
0
С плюс 50 
0
С
 окружающей среды минус 40 
0
С плюс 50 
0
С
```

- Потеря давления < 200 Па.
- Межповерочный интервал — 10 лет.
- Погрешность измерения:

```
 ±3 % в диапазоне расходов от Qмин. до 0,1 Qном.
 ±1,5% в диапазоне расходов от 0,1 Qном. до Qмакс. включительно
```

- Порог чувствительности счётчика газа: 0,0032 м3/ч.
- Габаритные размеры прибора — 212 мм х 195 мм х 155 мм.
- Масса счётчика — 1.9 кг.
- Срок службы не менее 24 лет

## Методы измерения объёма и расхода газа[1][2][3]

### Прямой метод измерения объема
В этом случае одна или чаще несколько измерительных камер известного объёма попеременно заполняются проходящим потоком газа со стороны входа и опорожняются на выход. Прошедший через устройство объём газа пропорционален количеству циклов наполнения-опорожнения. Данный метод используется в барабанных, мембранных (камерных), ротационных счётчиках газа.

Расход газа вычисляется дифференцированием объёма по времени.

### Косвенный метод измерения объема
В этом случае измеряется расход газа через прибор, путём измерения, например, скорости потока газа через известную площадь сечения.
Для измерения скорости потока применяются как механические устройства (различные крыльчатки, турбинки и т. п.), так и иные способы. Например, измерение скорости потока с помощью ультразвука, термоанемометра, детектирования вихрей на теле обтекания, измерения перепада давления на сужающем устройстве, измерения скоростного напора потока газа и т. д.

Для корректного применения данного метода необходимо в зоне измерения выравнять скорость потока газа по его сечению и направлению, для чего применяются различные устройства подготовки потока (струевыпрямители, конденсаторы потока, турбулизаторы), как в виде отдельных устройств, так и как составная часть самих приборов.

Для снижения погрешности различие скоростей потока газа по сечению (эпюра скоростей), например, из-за торможения слоёв газа у стенок, может учитываться прибором при вычислении расхода газа по скорости его потока.

Объём прошедшего через сечение прибора газа вычисляется интегрированием расхода по времени.

## Классификация счётчиков газа по принципу действия

### Барабанный
Используется в основном в лабораторных целях в качестве образцовых средств измерения. При вращении барабана под воздействием давления секции барабана поочерёдно заполняются газом и, дойдя до выхода, опорожняются (по принципу вроде револьверного). Объём газа, прошедшего через счётчик, пропорционален числу оборотов барабана. Вращение барабана через механическую передачу передаётся на счётное устройство (циферблат).
Диапазоны измерения, в зависимости от типоразмеров, от единиц л/ч до 10…20 м³/ч.
Характеризуются высокой точностью измерения, основная погрешность до 0,15…0,2 %.

### Вихревой[2][3]
Используется подсчёт периодичности возникновения вихрей вокруг обтекаемого потоком газа тела (см. Вихревой расходомер), частота которых пропорциональна скорости потока. Для детектирования вихрей используются пьезоэлектрические или термоанемометрические датчики-детекторы.

Применяются приборы с диаметрами проточной части от 15…27 до 300 мм, максимальным расходом Qмакс от 50…70 до 12 000 м3/ч и диапазоном измерения от 1:10 до 1:60 (при давлении среды, близком к атмосферному).
С увеличением давления среды максимальный расход и диапазон измерения увеличиваются практически прямо пропорционально давлению.

Объём газа вычисляется интегрированием объёмного расхода по времени.
Достоинства:
- высокие (относительно диаметра) максимальные расходы;
- широкий диапазон измерения, особенно на больших давлениях;
- отсутствие механических подвижных частей и, как следствие, пониженная чувствительность к загрязнению измеряемой среды

Недостатки:
- недостаточно низкие минимальные измеряемые расходы Qмин;
- потребность во внешнем электрическом питании и, как следствие, сложность автономного применения;
- необходимость подготовки потока — требования к участкам трубопровода до и после счётчика (измерительным участкам ИУ)

### Левитационный
Левитационный счетчик является тахометрическим прибором, в котором подвижный элемент вращается в газовых подшипниках. Скорость вращения подвижного элемента пропорциональна объемному расходу. Вторичный преобразователь преобразует скорость вращения в электрический сигнал, которых в электронном блоке преобразуется в измеренные количество пройденного газа. Результаты индицируются на индикаторе.
Левитационные счетчики газа предназначены для коммерческого учета объема потребляемого природного газа в бытовых и коммунально-бытовых целях.

### Мембранный (камерный, диафрагменный)
Самый распространённый тип счётчика газа. Первый патент на прибор такого типа был получен в Англии в 1844 году. Счётчик механического типа. Принцип действия основан на перемещении подвижных мембран камер при поступлении газа в прибор. Впуск и выпуск газа вызывает попеременное перемещение мембран и через комплекс рычагов и редуктор приводит в действие счётный механизм.

Счётчики этого типа применяются для максимальных расходов Qмакс от 2,5 до 100 м3/ч. Эти счётчики отличаются широким диапазоном измерения до 1:100.
Достоинства:
- широкий диапазон измерения;
- большой межповерочный интервал (МПИ) — до 10 лет;
- возможность автономной работы

Недостатки:
- крупные габариты, особенно для счётчиков на большие расходы;
- невысокое максимальное давление измеряемого газа — до 0,5 бар;
- чувствительность к механическому загрязнению измеряемой среды

### Основанный на методе перепада давления на сужающем устройстве[2]
Типы сужающих устройств: диафрагмы, трубы и сопла Вентури, осредняющие трубки Аннубар и Торбар и т. д.
При протекании потока через сужающее устройства образуется перепад давления между участками трубопровода до и после сужающего устройства. Перепад давления пропорционален квадрату расхода. Измеряется одним (или несколькими, для расширения диапазона измерения) дифференциальными манометрами.
Объём прошедшего через прибор газа вычисляется интегрированием расхода газа по времени.

### Термоанемометрический расходомер
Одна из разновидностей тепловых расходомеров, измеряющих массовый расход газа. Принцип измерения основан на зависимости теплоотдачи нагретого элемента, помещённого в поток, от скорости течения потока.

### Ротационный[2]
Счетчик механического типа. Два ротора располагаются в измерительной камере поперёк потока газа. При поступлении газа на вход счётчика оба ротора под его напором приходят во вращение.
Форма роторов (в сечении напоминающая цифру 8) и сечение измерительной камеры рассчитывается таким образом, чтобы при вращении ротор одним концом описывал профиль поверхности стенки измерительной камеры, а другим концом описывал профиль поверхности второго, вращающегося навстречу ротора. В начальном положении ротора располагаются под углом 90° друг к другу, это взаимное положение фиксируется двумя колесами-синхронизаторами, установленными на осях роторов. Эти же колеса обеспечивают строго синхронное вращение роторов.
При вращении оба ротора попеременно отсекают определённый объём газа (порцию), заключённый между ротором и стенкой измерительной камеры и перепускают его на выход счётчика. Объём прошедшего через счётчик газа пропорционален количеству порций и, соответственно, пропорционален числу оборотов роторов.
Вращение ротора с его оси через механическую передачу (редуктор, электромагнитная муфта, система шестерен) передается на счетный механизм, в котором происходит накопление количества прошедшего газа.

Применяются для максимальных расходов Qмакс от 10…16 до 650…1000 м3/ч (реже — в бытовом секторе для Qмакс 4…10 м3/ч), с шириной диапазона расходов от 1:20 до 1:250.
Достоинства:
- широкий диапазон расходов;
- более высокая точность при резко изменяющихся расходах;
- высокая точность;
- компактность монтажа

Недостатки:
- более высокая цена, по сравнению с турбинным;
- меньшие возможные диаметры и меньшие возможные типоразмеры;
- шумность;
- чувствительность к механическим загрязнениям среды;
- чувствительность к пневмоударам

### Струйный
В электронном преобразователе вычисляется количество прошедшего газа через струйный генератор.

### Турбинный[2]
Счетчик механического типа. Конструктивно представляет собой отрезок трубы, в проточной части которого последовательно по потоку расположена турбина с валом и подшипниковыми опорами вращения.
Газ, проходящий через измерительную камеру счётчика, вращает турбину, скорость вращения которой пропорциональна скорости потока и, соответственно, расходу газа. Вращение турбины через механическую передачу (червяк, редуктор, магнитная муфта, система шестерен) передается на счетный механизм, на котором механически интегрируется по времени и накапливается объём прошедшего газа.
Применяются для максимальных расходов Qмакс от 100 до 10000 м3/ч, с шириной диапазона расходов от 1:10 до 1:50.
Достоинства:
Недостатки:

### Ультразвуковой[2]
Ультразвук, пускаемый по ходу движения газа, и ультразвук, пускаемый против хода потока газа, имеют разницу скорости движения, которая пропорциональна скорости движения газа. Сравнивая их, получают скорость потока и, соответственно, расход и объём прошедшего газа.

Самые простые и недорогие приборы такого типа небольших диаметров имеют одну пару ультразвуковых излучателей, расположенных друг напротив друга по оси прибора или на противоположных стенках под углом к потоку. Или, как вариант, на одной стенке. В этом случае ультразвуковая волна от одного излучателя отражается от противоположной стенки и попадает на второй, парный. И наоборот, от второго к первому. Также в прибор встраивается температурный датчик для приведения измеряемой среды к стандартным условиям по ГОСТ 2939-63. Некоторые приборы могут содержать энергонезависимую память и позволяют хранить данные о расходе за несколько месяцев. 

Более сложные и дорогие приборы больших диаметров имеют несколько пар излучателей, расположенных радиально на стенках прибора под углом к потоку, что позволяет более точно определять среднюю скорость потока по сечению.
Достоинства:
- компактные размеры
- точность
- простота монтажа
- надежность
- широкий диапазон измерения
- высокое максимальное давление измеряемого газа до 100 кПа

Недостатки:
- относительно высокая стоимость для типоразмеров G1,6 и G2,5

### Прочие
Применяются значительно реже вышеперечисленных и используются чаще всего в научных изысканиях.

## Классификация счётчиков газа по их пропускной способности
Пропускная способность — диапазон расходов, в котором обеспечивается заявленная производителем погрешность измерения счётчика.

Максимальный расход (Qмакс) большинством производителей выбирается из ряда 1; 1,6; 2,5; 4; 6(6,5) с множителем 10n, м3/ч.

Значением минимального расхода(Qмин) характеризуется ширина диапазона измерений счётчика. Принято определять ширину диапазона измерений как соотношение Qмин/Qмакс. У выпускаемых в настоящее время счётчиков ширина диапазона составляет от 1:10 до 1:250 и шире.

От Qмин следует отличать чувствительность (характеристика, как правило, механических приборов) — такой самый минимальный расход, при котором счётный механизм ещё находится в движении и происходит изменение его показаний, но погрешность такого измерения не соответствует нормативной.

По максимальной пропускной способности счётчики газа условно разделяются на бытовые, коммунально-бытовые и промышленные.

### Бытовые
С максимальной пропускной способностью от 1 до 6 м³/ч. Чаще всего используют в квартирах, домах, офисах, небольших топочных для локального учёта потребления газа.

Это, как правило, небольшие мембранные (камерные, диафрагменные), реже ультразвуковые, струйные, небольшие ротационные счётчики газа (см. раздел Классификация счётчиков газа по принципу действия)

### Коммунально-бытовые
С максимальной пропускной способностью от 10 до 40 м³/ч. Применяются для учёта потребления газа небольшими котельными, технологическими установками и т. п.

Это, как правило, более крупные мембранные (камерные, диафрагменные), ротационные, ультразвуковые, струйные счетчики газа.

### Промышленные
С максимальной пропускной способностью свыше 40 м³/ч.

В основном используются на узлах учёта крупных потребителей — газовых котельных, промышленных и сельхозпредприятий, узлах учёта газораспределительных сетей (ротационные, турбинные, вихревые, ультразвуковые, струйные счётчики газа), на магистральных сетях (сужающие устройства, турбинные, вихревые, ультразвуковые счётчики газа)